# Diospyros rigida
Diospyros rigida är en tvåhjärtbladig växtart som beskrevs av William Philip Hiern. Diospyros rigida ingår i släktet Diospyros och familjen Ebenaceae. Inga underarter finns listade i Catalogue of Life.